# (318) Magdalena
(318) Magdalena ist ein Asteroid des äußeren Hauptgürtels, der am 24. September 1891 vom französischen Astronomen Auguste Charlois am Observatoire de Nice entdeckt wurde.
Ein Bezug dieses Namens zu einer Person oder einem Ereignis ist nicht bekannt.

## Wissenschaftliche Auswertung
Mit dem Satelliten Midcourse Space Experiment (MSX) wurden 1996 bis 1997 im Rahmen der Infrared Minor Planet Survey (MIMPS) Daten gewonnen, aus denen für (318) Magdalena ein mittlerer Durchmesser und eine Albedo von 85,4 km bzw. 0,04 bestimmt wurden. Eine Auswertung von Beobachtungen durch das Projekt NEOWISE im nahen Infrarot führte 2011 zu vorläufigen Werten für den Durchmesser und die Albedo im sichtbaren Bereich von 78,5 oder 79,9 km bzw. 0,05. Nachdem die Werte nach neuen Messungen mit NEOWISE 2012 auf 76,3 km bzw. 0,05 geändert worden waren, wurden sie 2014 auf 75,3 oder 76,2 km bzw. 0,05 korrigiert. Nach der Reaktivierung von NEOWISE im Jahr 2013 und Registrierung neuer Daten wurden die Werte 2015 zunächst mit 81,4 km bzw. 0,04 angegeben und dann 2016 korrigiert zu 84,8 oder 89,8 km bzw. 0,04, diese Angaben beinhalten aber alle hohe Unsicherheiten. Eine Untersuchung von 2024 bestimmte aus einer Bedeckung des Sterns 12. Größe UCAC4 404-075638 durch den Asteroiden am 25. Mai 2022 für (318) Magdalena einen elliptischen Querschnitt von 96 × 75 km.
Photometrische Messungen des Asteroiden fanden statt vom 14. Februar bis 28. April 2015. In einer Zusammenarbeit zwischen dem Organ Mesa Observatory in New Mexico und dem Lenomiya Observatory in Arizona konnte während 13 Nächten eine Lichtkurve erfasst werden, die zu einer Rotationsperiode von 42,49 h ausgewertet wurde. Neue Beobachtungen während 20 Nächten vom 19. August bis 14. November 2018 am Organ Mesa Observatory lieferten eine detaillierte Lichtkurve mit einer Rotationsperiode von 42,65 h. Eine mögliche Periode von der doppelten Länge wurde dagegen ausgeschlossen.
Mit dem Weltraumteleskop Transiting Exoplanet Survey Satellite (TESS) konnten während dessen Durchmusterung des Südhimmels 2018 bis 2019 auch Objekte des Sonnensystems beobachtet werden. Dabei wurden auch die Lichtkurven von fast 10.000 Asteroiden aufgezeichnet. Für (318) Magdalena wurde aus Messungen vom 19. bis 26. Oktober 2018 eine Rotationsperiode von 42,0645 h erhalten.
Weitere photometrische Messungen erfolgten vom 2. April bis 16. Mai 2021 im Rahmen einer Zusammenarbeit von zehn Observatorien der Grupo de Observadores de Rotaciones de Asteroides (GORA) in Argentinien und Spanien. Hier wurde eine von den früheren Ergebnissen etwas abweichende Rotationsperiode von 45,251 h abgeleitet.